# 韓國岳
韓國岳（日语：／ Karakuni-dake），是日本九州南部雾岛山最高峰，地處宮崎縣蝦野市與小林市、鹿儿岛县霧島市交界。

## 景觀

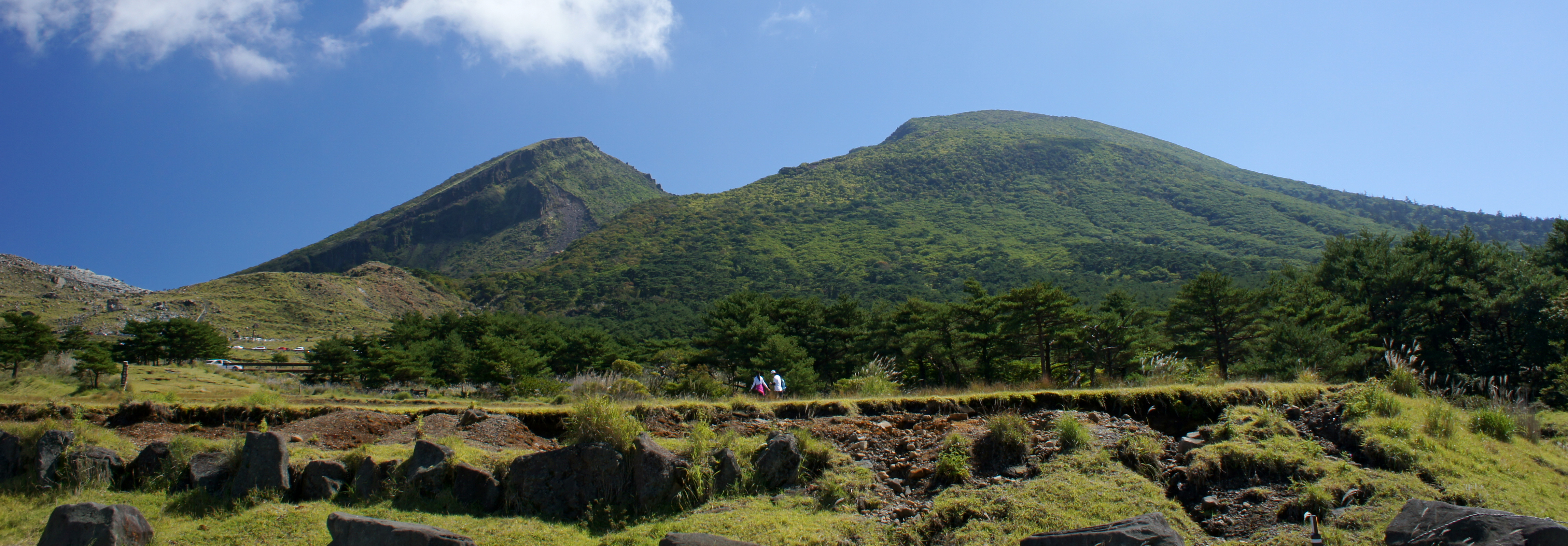
自蝦野高原望見的山體

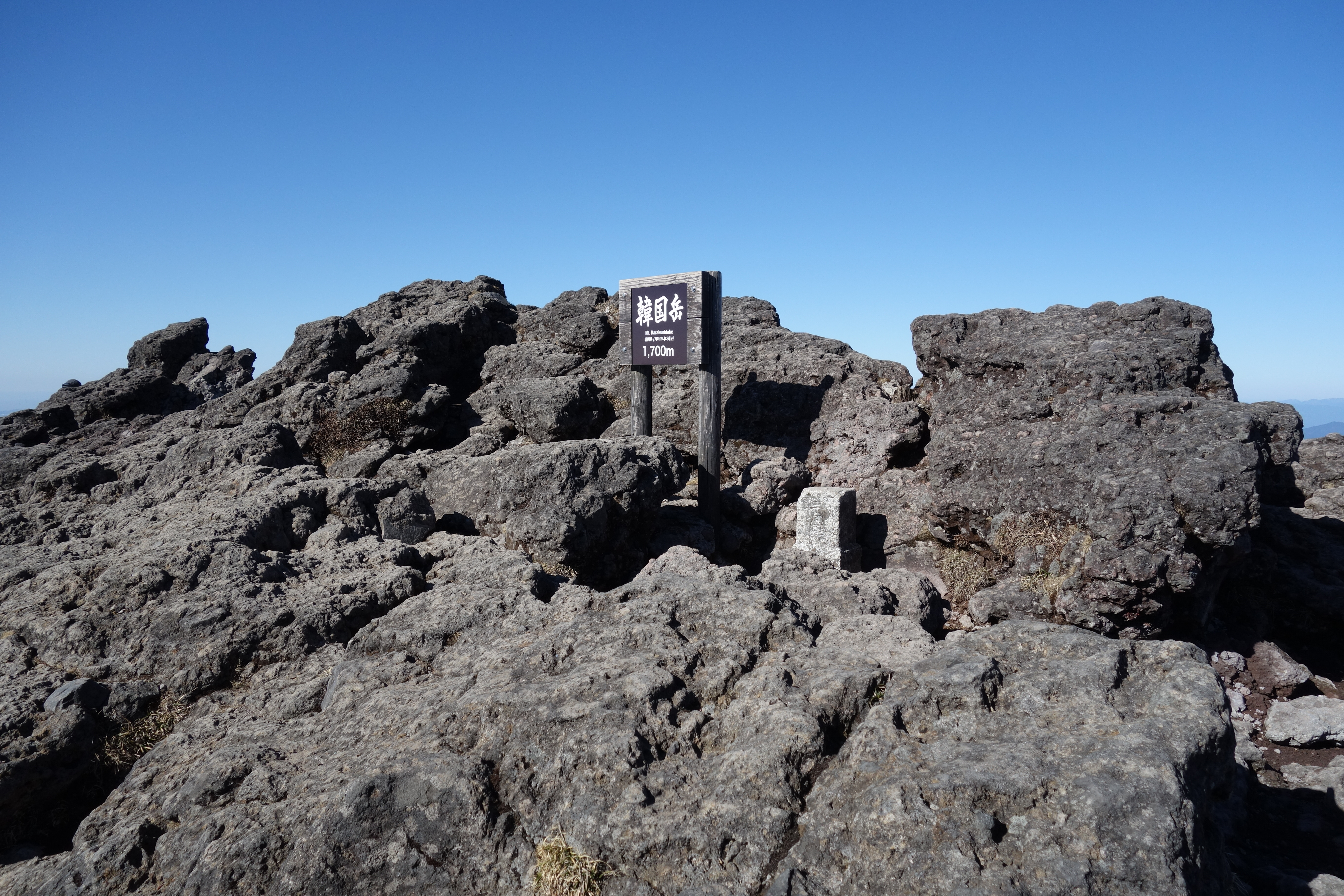
韓国岳山頂與一等三角點「西霧島山」

韓國岳頂部火山口直徑900公尺，深300公尺，因持續降雨形成水池。冬季常為雪覆蓋，可見雾凇。西北山腰有蝦野高原，西南山腰有大浪池。山腰上日本云杉、粗齒櫟、圓齒水青岡、麻栎成林，可見許多野鹿。山頂附近可見深山霧島、舞鹤草、中國芒等，火山口壁可見夜叉五倍子、白滿天星、樹蔭躑躅等植物。

## 地質
韓國岳屬霧島火山群中較新的新期霧島火山，與較早時期形成的白鳥山、夷守岳、獅子戶岳、大浪池等火山群重疊。形成山體的地質大致分為古期熔岩、中期熔岩、新期熔岩。1.8萬年前噴發的古期熔岩自東北部山麓的小林市大出水至環野稍微露出，中期熔岩分佈於東北部山腰海拔900公尺以下的斜坡。海拔900公尺以上為1.5萬年前噴發的新期熔岩，是由火山碎屑流與浮石反覆噴出形成的火山渣錐。山體形成後，火山口西北部爆炸，西側火山口壁崩塌。

## 歷史
韓國岳古稱霧島岳西峰、筈野岳、雪岳、甑岳等。
《日本歷史地名大系·宮崎縣地名》（宮崎県の地名）稱韓國岳得名於《古事記》上天孫降臨段「向韓國，真來通笠沙之御前而……」。《角川日本地名大辭典·宮崎縣》稱韓國岳古時亦寫作日語同音的「虛國岳」，「虛國」源自《日本書記》所載同音語「空國」，後變為「韓國」，又將「遠望能見到韓國，是為山名由來」備為一說。
1768年（明和五年），霧島山發生中規模潜水蒸气喷发，韓國岳山體崩塌。1968年（昭和43年），蝦野地震發生，震源在韓國岳西北15公里附近。1980年（昭和55年）12月3日，韓国岳附近發生Mj 3.2地震。

## 登山
前往韓國岳的路線繞大浪池半週，向東向西皆可，路程幾乎相同。自大浪池火山口壁最高點下行，經過避難小屋，攀登陡坡，樹木消失處即為韓國岳山頂。自韓國岳山頂眺望，可見霧島火山群全貌，還能見到錦江灣、櫻島、開聞岳等。發自韓國岳的霧島縱走路線（霧島縦走コース）經獅子戶岳、新燃岳、中岳至高千穗河原，通向高千穗峰。

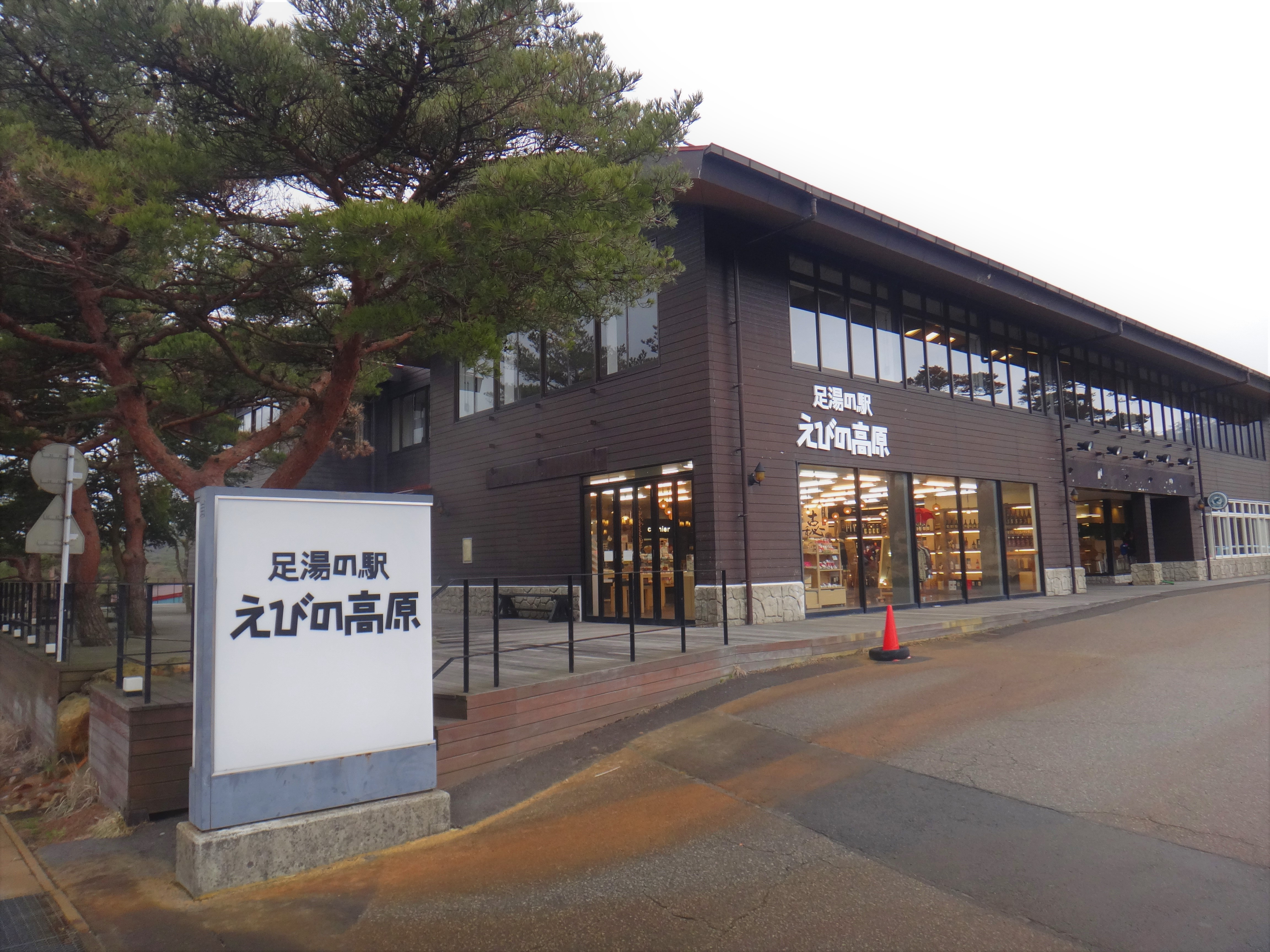
足湯之驛蝦野高原（足湯の駅えびの高原）
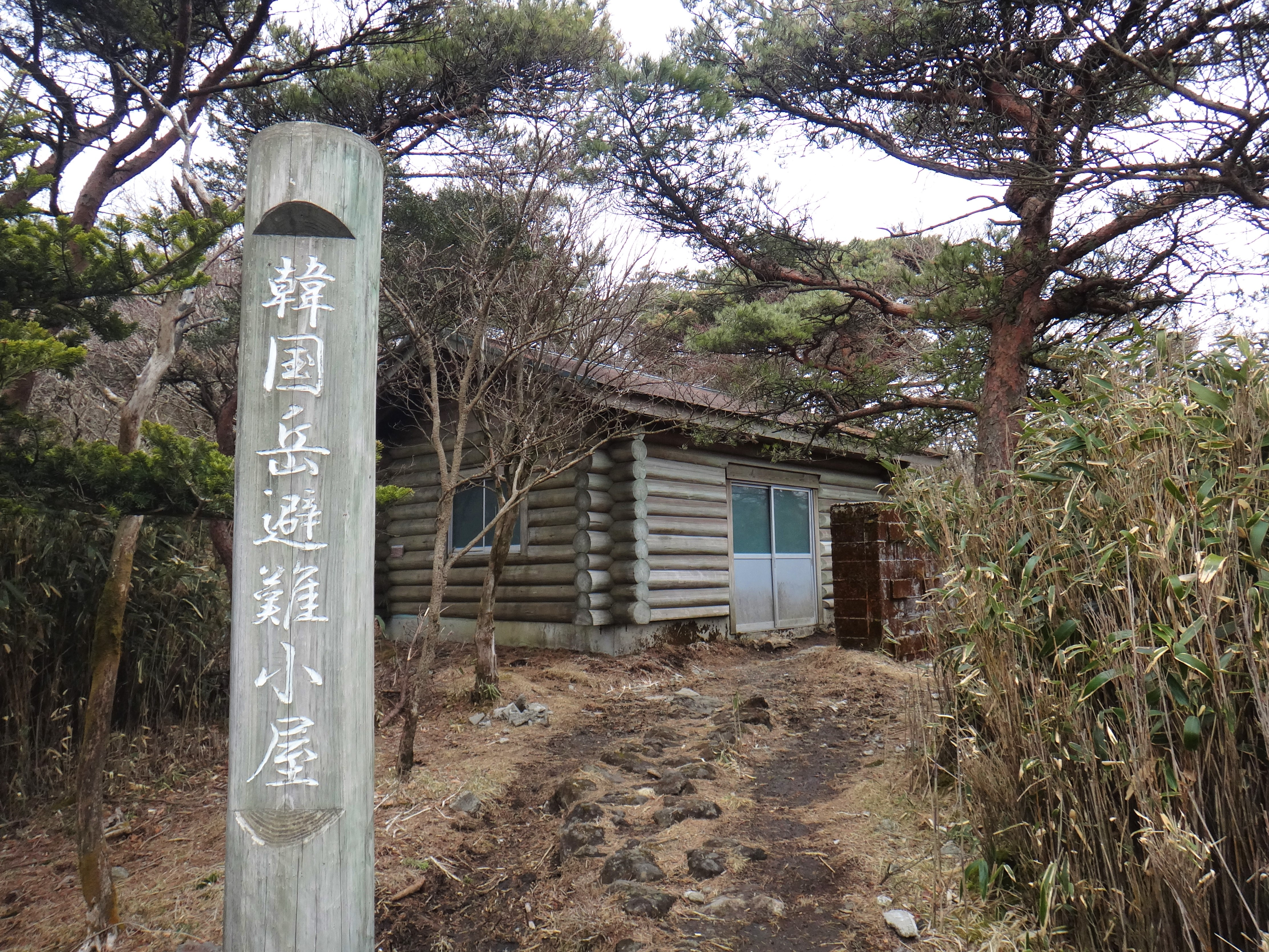
韓國岳避難小屋
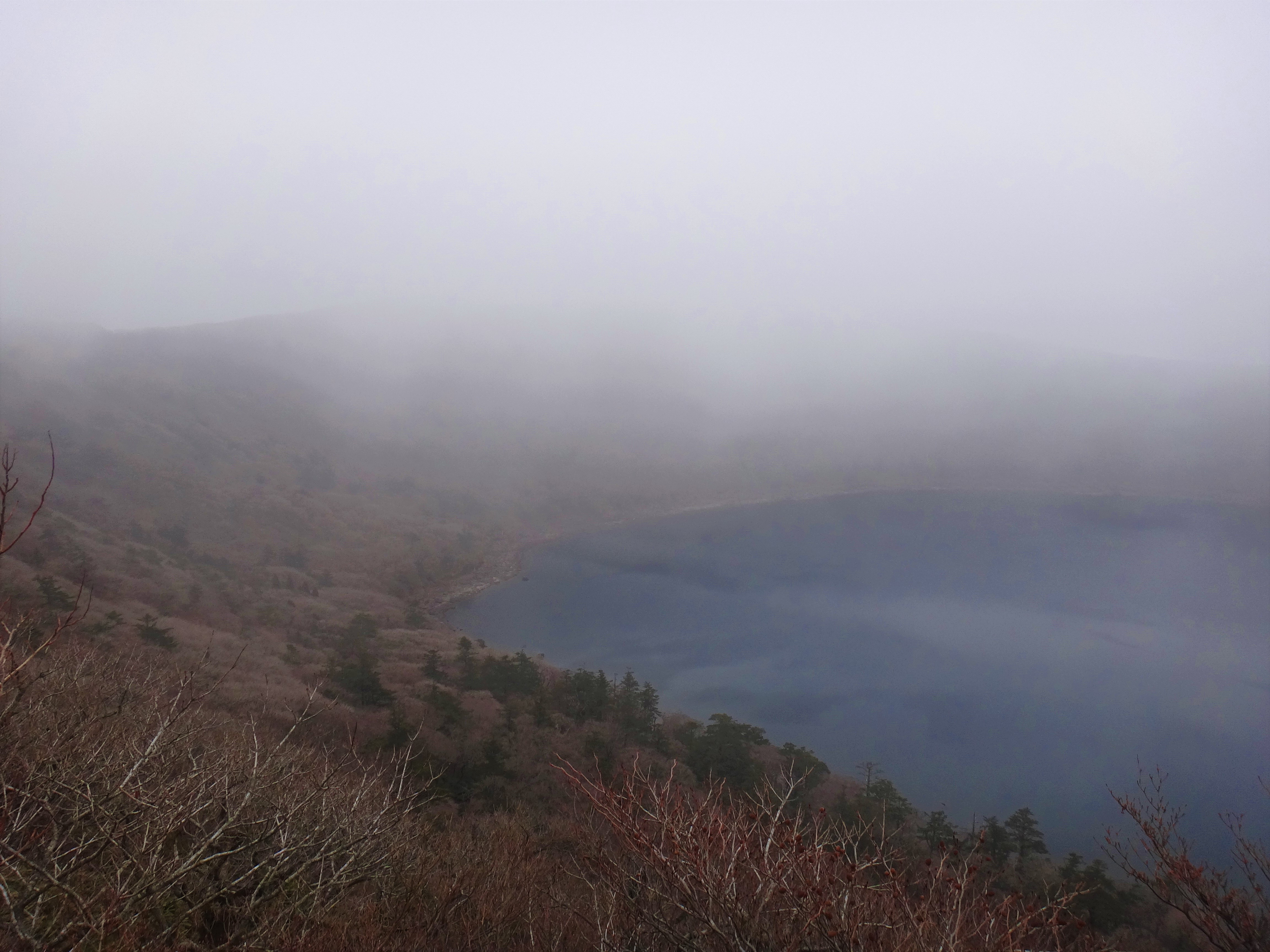
霧水瀰漫的大浪池
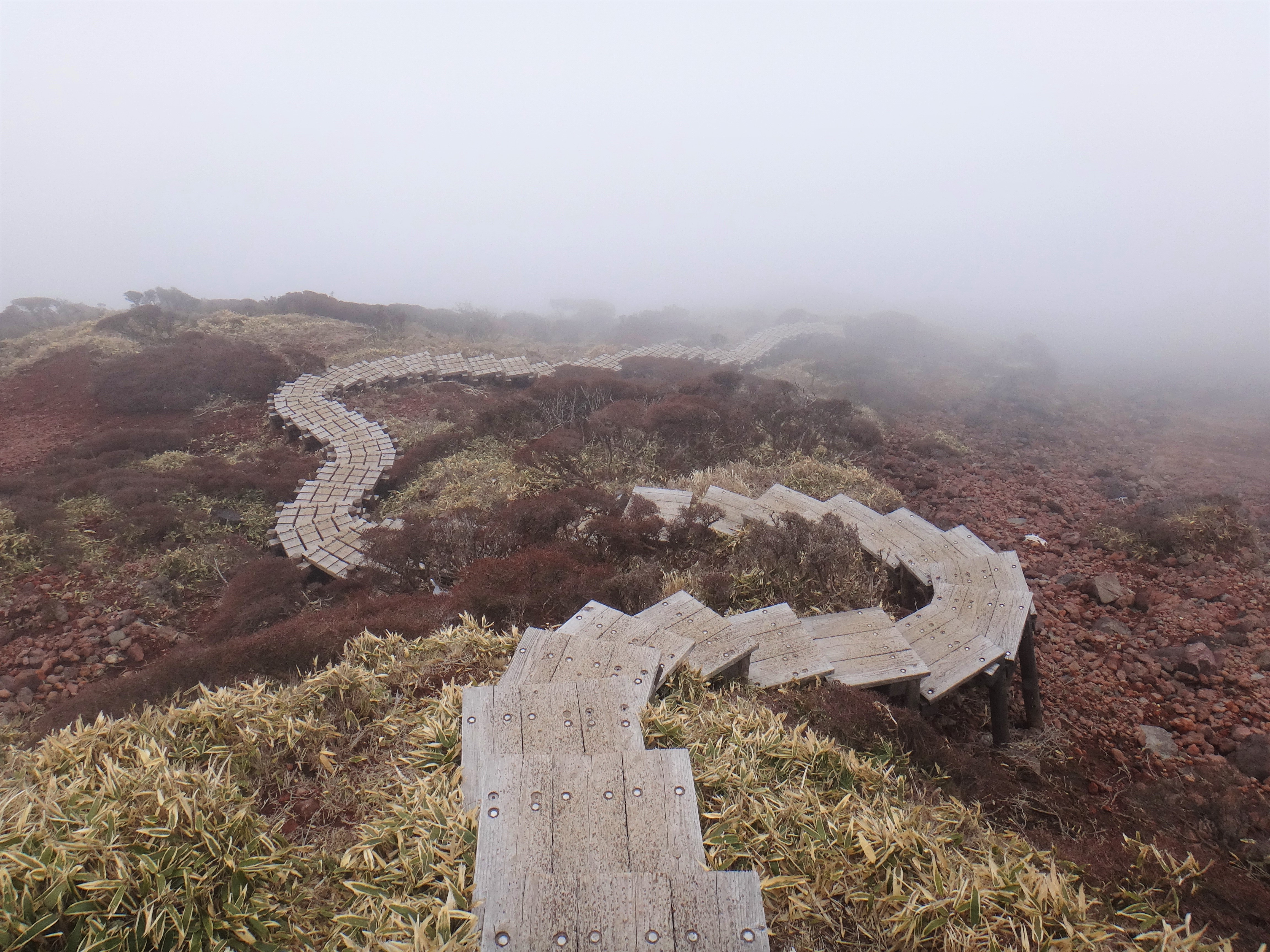
自韓國岳通向大浪池的木道
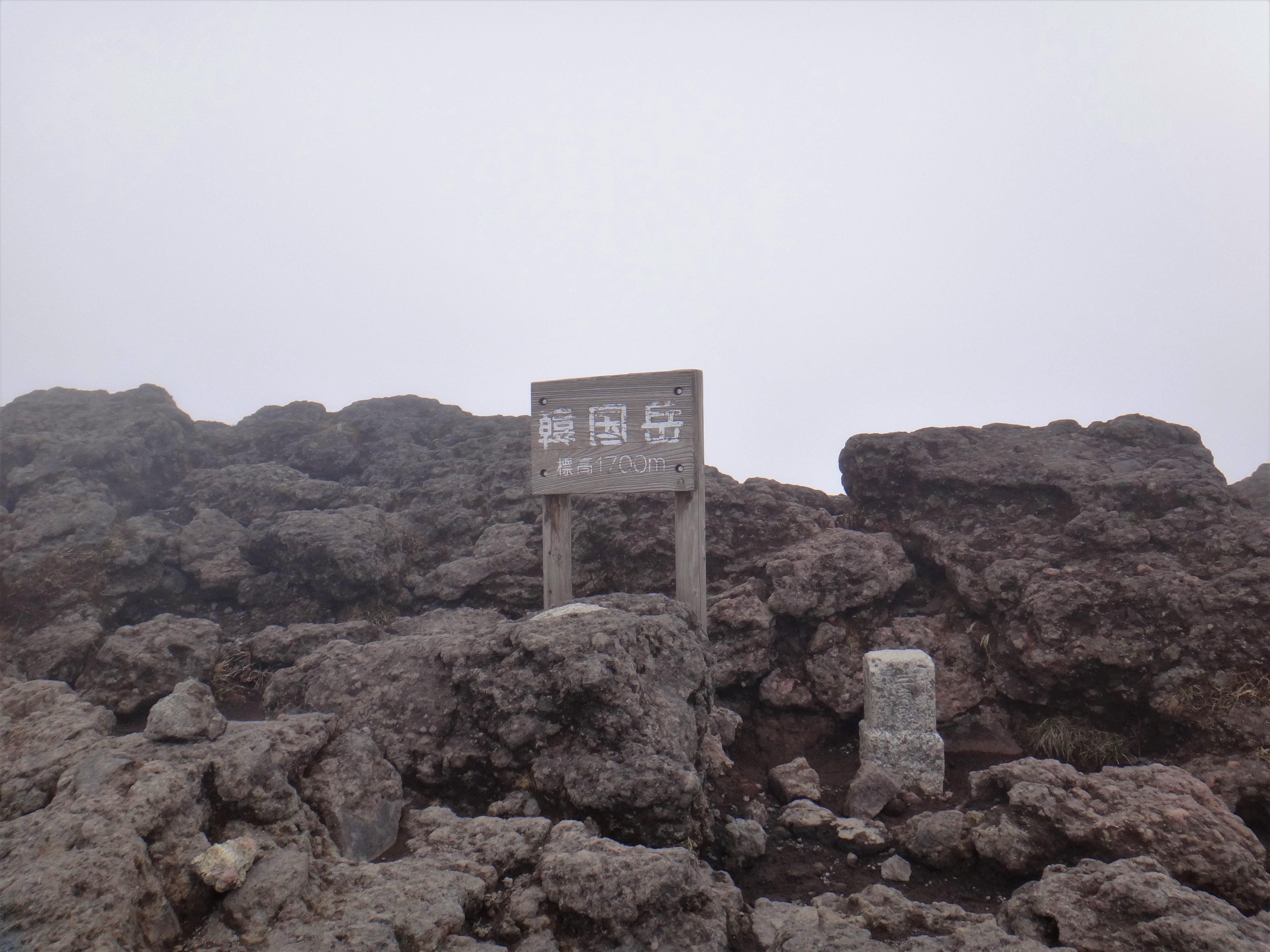
韓國岳山頂

## 外部連結
- . .   [2022-04-10]. （原始内容存档于2022-03-06）.
- . 氣象廳.   [2022-04-10]. （原始内容存档于2022-04-10）.
- (PDF). 氣象廳.   [2022-04-10]. （原始内容 (PDF)存档于2021-07-11）.
- . 產業技術綜合研究所地質調查綜合中心（日语：地質調査総合センター）.   [2022-04-10]. （原始内容存档于2022-04-12）.